# Thomas Alexander Ferguson Graham

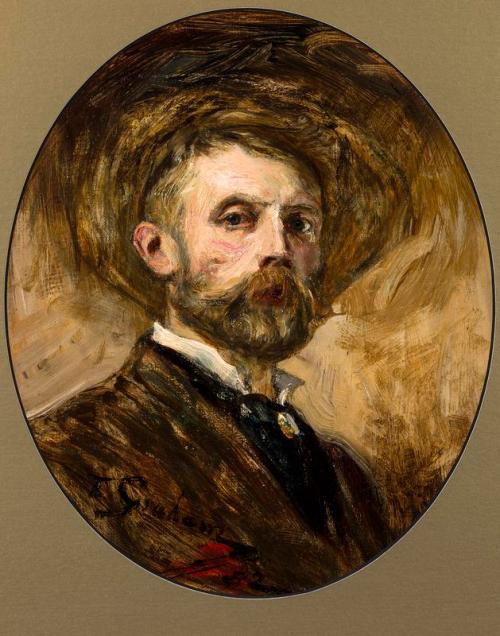
Thomas Alexander Ferguson Graham: Selbstporträt, 1882. Aberdeen Art Gallery & Museums

Thomas Alexander Ferguson Graham (* 27. Oktober 1840 in Kirkwall, Orkney, Vereinigtes Königreich; † 1906 vermutlich in London) war ein britischer Maler, Zeichner und Illustrator des Realismus.

## Leben
Thomas Alexander Ferguson Graham war der einzige Sohn von Alexander Spears Graham, einem Rechtsanwalt und Kammerherrn von Orkney, und dessen Frau Eliza Stirling. Nach dem Tod seines Vaters um das Jahr 1850 zog er mit seiner Schwester zu seiner Großmutter nach Edinburgh. Bereits im Alter von rund 14 Jahren zeigte er zeichnerisches Talent. Am 9. Januar 1855 wurde er auf Empfehlung von James Drummond Schüler an der Trustees’ Academy in Edinburgh, wo er bei Robert Scott Lauder lernte – gemeinsam mit dessen späteren, bekannten Schülern William McTaggart, William Quiller Orchardson und John Pettie. 1859 stellte er erstmals bei der Royal Scottish Academy aus. 1863 zog er nach London, wo er zunächst am Fitzroy Square und später in Studios in der Gloucester Road und der Delancy Street arbeitete. Ab 1886 lebte er dauerhaft in South Hampstead (96 Fellows Road). Er unternahm zahlreiche Reisen nach Frankreich, mehrfach nach Paris (seit 1860) und in die Bretagne (ab 1862), wo er zahlreiche Motive zum Malen fand.

## Werk

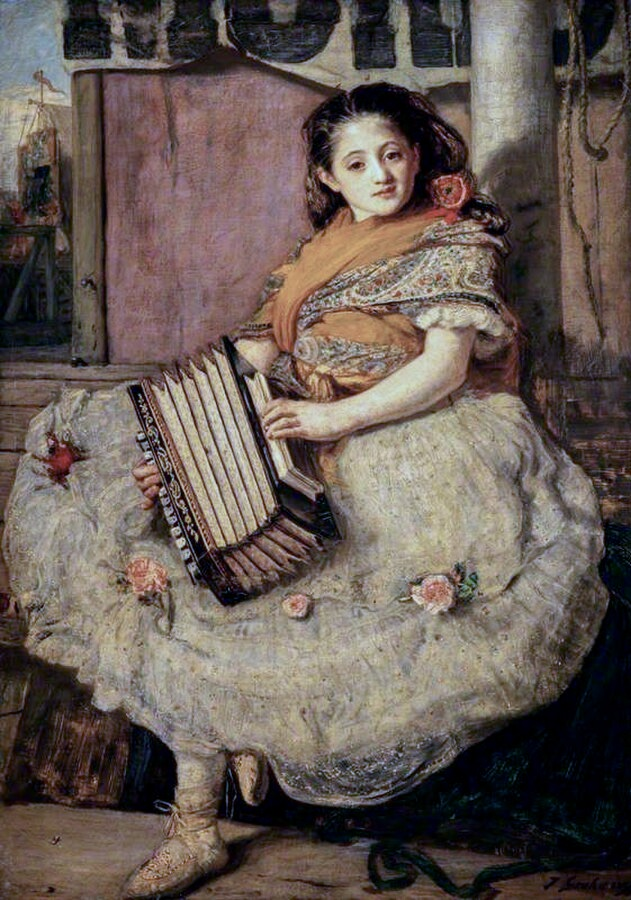
Thomas Alexander Ferguson Graham: Eine junge Bohémienne, 1864. Scottish National Gallery

Thomas Graham schuf figurative Genremalerei, Porträts und Landschaften im realistischen Stil. Er war bekannt für seine Darstellungen ländlicher und maritimer Szenen (Venetian Water Girl, Going to Sea) ebenso wie für seine britischen Alltagsszenen (Market Stall, Fishermen’s Care). Seine Gemälde wurden regelmäßig bei anerkannten Ausstellungen gezeigt, darunter bei der Royal Academy und der Royal Scottish Academy. Sie befinden sich in Sammlungen von Museen in Edinburgh und Glasgow sowie im Victoria and Albert Museum in London.